# جاسبر فرانسيس كروبسي
جاسبر فرانسيس كروبسي (بالإنجليزية: Jasper Francis Cropsey)‏ (18 فبراير 1823-22 يونيو 1900) فنانًا أمريكيًا مهمًا للمناظر الطبيعية في مدرسة نهر هدسون.